# 14 aC

## Esdeveniments
- Augsburg és fundat pel cèsar August.
- Es fundà la ciutat romana d'Astigi.

## Naixements
- Agripina I filla de Marc Vipsani Agripa i Júlia (filla d'August).
- Ma Yuan, general xinès de la dinastia Han.